# Santana do Maranhão
Santana do Maranhão är en kommun i Brasilien.   Den ligger i delstaten Maranhão, i den nordöstra delen av landet, 1 500 km norr om huvudstaden Brasília. Antalet invånare är 11 661.
Omgivningarna runt Santana do Maranhão är huvudsakligen savann. Runt Santana do Maranhão är det glesbefolkat, med 12 invånare per kvadratkilometer.